# Kastel (Banja Luka)

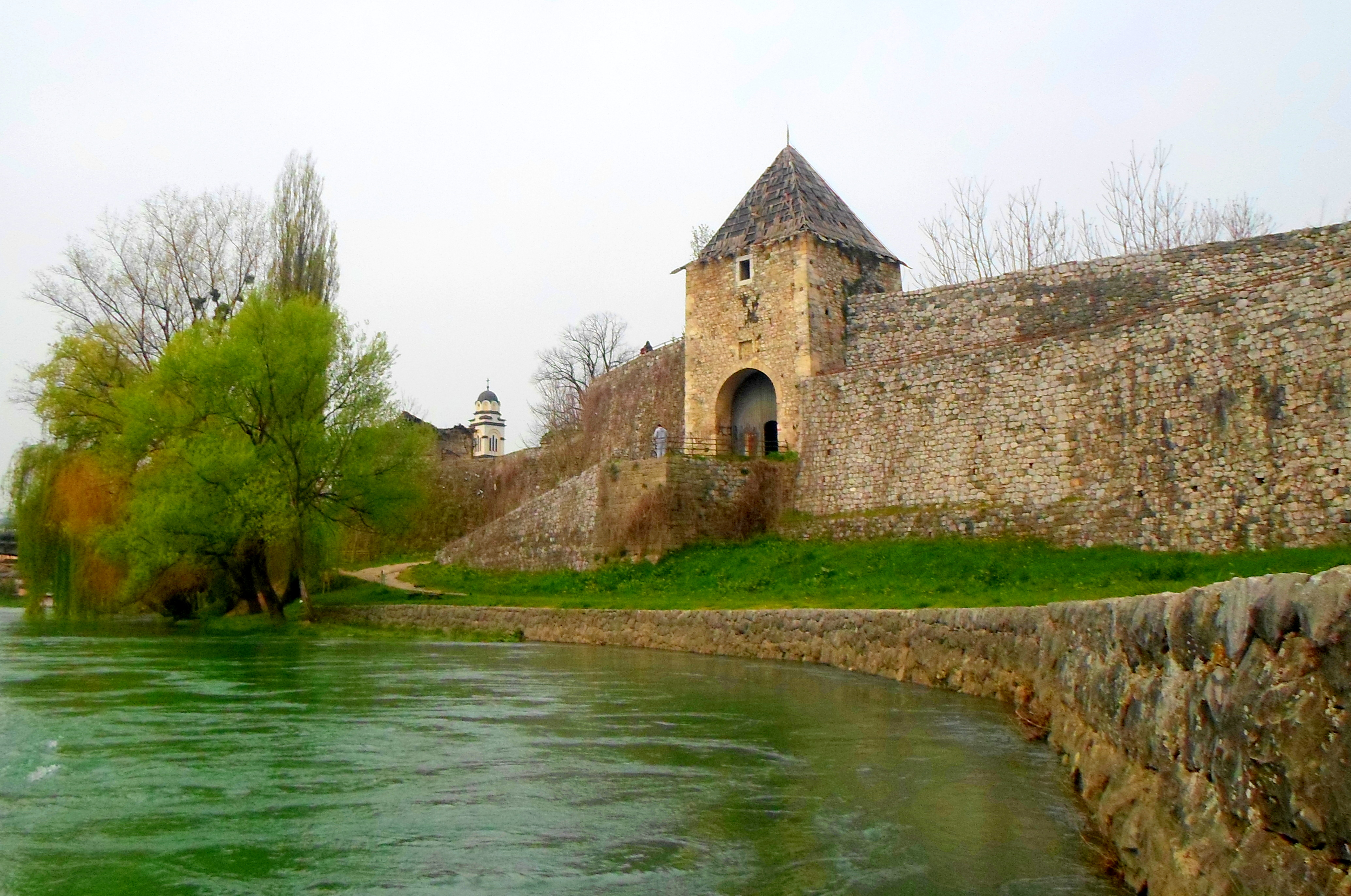
Mauern und Festungstor am Ufer des Vrbas

Das Kastel (serbisch-kyrillisch Кастел) ist eine Festung am Vrbas im Stadtzentrum von Banja Luka in Bosnien und Herzegowina.
Es gibt nur wenige Anhaltspunkte, von wem und wann dieses Bauwerk errichtet wurde, jedoch gibt es Hinweise darauf, dass die Grundlagen bereits zur Zeit des römischen Reiches gelegt wurden. Im Laufe der Zeit wurde das Gebäude durch die jeweils herrschenden Völker für ihre Zwecke angepasst. So geht man davon aus, dass das heutige Kastel nur noch ein Viertel der ursprünglich bebauten Fläche einnimmt. Die Außenwände des Kastells sind aus Stein. An deren Oberseite befinden sich Schießscharten, was auf eine Vergangenheit als Militärobjekt hindeutet. Archäologische Funde aus der Römerzeit erhärten den Verdacht, dass das Kastel tatsächlich als römisches Kastell genutzt wurde.
Seit 2012 wurde der Gebäudekomplex teilweise rekonstruiert.